# Arta (Gibuti)
Arta è un centro abitato dello Stato africano di Gibuti, situato nella regione di Arta.